# Nöbbelövs församling
För andra betydelser, se Nöbbelövs församling (olika betydelser).
Nöbbelövs församling var en församling  i Lunds stift i nuvarande Kristianstads kommun. Församlingen uppgick 25 april 1617 Vä församling.

## Administrativ historik
Församlingen har medeltida ursprung och ingick i pastorat med Vä församling. Församlingen uppgick 25 april 1617 i Vä församling.